# Guilty Gear (jeu vidéo)
Guilty Gear (ギルティギア, Giruti Gia) est un jeu vidéo de combat développé par Arc System Works, édité par Arc System Works et sorti le 14 mai 1998 au Japon. Il est le premier épisode de la série des Guilty Gear.

## Système de jeu
Le système de combat est décomposé en 4 attaques: Le coup de poing, le coup de pied, la tranche et la tranche lourde. Les combats se déroulent donc en deux manches, où il faudra vider la jauge de vie de l'adversaire. Il est possible d'utiliser un 'Instant Kill", qui mettra KO l'adversaire, quel que soit le niveau de sa jauge de santé.
Lorsque le joueur se prend des dégâts, une jauge de tension se remplit. Quand elle est pleine, le joueur peut activer des mouvements spéciaux, et voit sa force décuplée.
Plusieurs modes de jeux sont disponibles:
- Le mode arcade, où il faudra défaire les adversaires tout en suivant la narration.
- Le mode versus qui permet d'affronter un autre joueur.
- Le mode entraînement, qui permet de s’exercer.

## Scénario
En 2180, la guerre contre les armes bio-organiques se finit après 100 ans de combat. Après une période plus calme, un Gears nommé Testament tente de ressusciter le commandant des Gears Justice, qui a pour but d'éradiquer l'humanité en contrôlant ses subordonnés.
En apprenant la nouvelle, l'Union des Nations organise un tournoi afin de trouver un combattant capable de terrasser Testament et Justice, et de remettre de l'ordre parmi les Gears. Le scénario suivra le destin de dix d'entre eux, ainsi que leur cheminement vers la victoire.